# Lois Chiles
Lois Cleveland Chiles (* 15. dubna 1947, Houston, Texas) je americká herečka a bývalá modelka. Známou se stala díky roli Bond girl Dr. Holly Goodheadové v bondovce Moonraker (1979).

## Osobní a profesní život
Narodila se v texaském Houstonu jako dcera Barbary Wayne Kirklandové a Mariona Claye Chilese, bratra ropného magnáta a majitele baseballového týmu Texas Rangers Eddieho Chilese. Měla mladšího bratra Williama Chilese. Rodina vyrůstala v texaském městě Alice. Absolvovala University of Texas v Austinu a bývalou Finch College v New Yorku, kde byla objevena vydavatelem dámského časopisu Glamour. Podepsala smlouvy s modelingovými agenturami Wilhelmina Models v New Yorku a Elite Models v Paříži. Herectví studovala u Roye Londona.
Na počátku 70. let se stala úspěšnou a vyhledávanou modelkou. Ve filmu se poprvé objevila v roce 1972, když natočila Together For Days. Následoval snímek Takoví jsme byli (1973), kde hrála po boku Roberta Redforda a Barbry Streisandové. Další rok ztvárnila postavu Jordan Bakerové ve Velkém Gatsbym (1974), vedle Mii Farrow. Roku 1978 se objevila v adaptaci detektivního románu Agathy Christie Smrt na Nilu v roli oběti Linnet Ridgeway Doyleové.
Nejslavnější roli získala v roce 1979 v bondovce Moonraker, kde si zahrála Bond girl Dr. Holly Goodheadovou po boku Rogera Moorea. Byla již vybrána do předešlé bondovky Špion, který mě miloval, ale svou účast tehdy odmítla s odůvodněním, že si chce od natáčení odpočinout. Zahrála si také malou roli oběti, kterou ztvárnila vícekrát ve své kariéře, ve snímku V kómatu (1978). Téhož roku umřel její mladší bratr na lymfom neHodgkinova typu, což ji vedlo k rozhodnutí na tři roky odejít od slibně se rozvíjející herecké dráhy. Tato ztráta se nikdy zcela nezhojila a měla negativní důsledky i na její další práci. Přesto byl její výkon v komedii Alana Aldy Sladká svoboda (1986) hodnocen kritikou pozitivně. Stejně tak byla přijata i další role zpravodajky Jennifer Mackové v romantickém filmu Vysíláme zprávy (1988), kde si zahrála spolu s Williamem Hurtem. Stejný rok se objevila v nízkorozpočtové hororově laděné komedii Creepshow 2: Plíživý děs. V roce 1996 si zahrála nabubřelou ředitelku školní koleje v disneyovské komedii Wish Upon a Star (Když padá hvězda) a vystrašenou lodní pasažérku ve snímku Nebezpečná rychlost 2: Zásah (1997), který byl kritikou přijat negativně. Objevila se také v bondovské parodii Austin Powers: Špionátor (1997), ačkoliv v americké verzi byly její scény vystříhány.
V televizi například ztvárnila roli milenky J.R.a Holly Harwoodovou v seriálu Dallas, v letech 1982-1983. Jako host se objevila v dalších seriálech Hart to Hart, In the Heat of the Night nebo To je vražda, napsala, rovněž jako v nezávislých filmech Diary of a Hit Man (1991) a krimikomedii Krvavá romance (1996). V roce 2005 jí přítel Quentin Tarantino požádal, aby si zahrála ve dvou posledních dílech páté série Kriminálky Las Vegas, které napsal a režíroval.
V posledních letech pracovala jako asistentka divadelního herectví na University of Houston. Krátce po smrti svého bratra ukončila dlouhý vztah se zpěvákem a bubeníkem Donem Henleym ze skupiny Eagles. Její otec zemřel v roce 1997, o čtyři roky později se léčila z karcinomu prsu. Vdala se v roce 2005 za finančníka z Wall Streetu a filantropa Richarda Gildera. Žije v New Yorku a Houstonu.

## Filmografie
- 2006 – Nejlepší úlovek
- 2002 – Sudden Fear (televizní film)
- 2002 – Warning: Parental Advisory (televizní film)
- 2000 – Eventual Wife
- 1998 – Běh černé kočky (televizní film)
- 1997 – Austin Powers: Špionátor
- 1997 – Doteky
- 1997 – Nebezpečná rychlost 2: Zásah
- 1996 – Krvavá romance
- 1996 – Wish Upon a Star
- 1995 – The Babysitter
- 1993 – Lush Life (televizní film)
- 1992 – Obsessed (televizní film)
- 1991 – Až na konec světa
- 1991 – Hitman
- 1991 – In the Eye of the Snake
- 1990 – Burning Bridges (televizní film)
- 1989 – Řekni cokoliv...
- 1987 – Twister
- 1987 – Creepshow - Plíživý děs / Creepshow 2: Plíživý děs
- 1987 – Power, Passion and Murder (televizní film)
- 1987 – Tales from the Hollywood Hills: A Table at Ciro's (TV film)
- 1987 – Vysíláme zprávy
- 1986 – Dark Mansions (televizní film)
- 1986 – Sladká svoboda
- 1984 – Courage
- 1979 – Moonraker
- 1978 – Smrt na Nilu / Vražda na Nilu
- 1978 – V kómatu
- 1974 – Velký Gatsby
- 1973 – Takoví jsme byli
- 1972 – Together for Days

- 2002 – Bondovy dívky jsou věčné (TV film)
- 2002 – James Bond: A BAFTA Tribute (TV film)
- 2002 – Premiere Bond: Die Another Day (TV film)
- 2000 – Inside Moonraker (video film)
- 1999 – Příběh Jamese Bonda (TV film)
- 1979 – Morte no Tejo